# Soalara
Salare est une commune rurale malgache située dans la partie ouest de la région d'Atsimo-Andrefana. Elle est renommée en Soalara Sud par les colons français